# Punta Aburto
Punta Aburto (in Argentinien Punta Remedios) ist eine Landspitze im Südwesten der Liard-Insel im Archipel der Adelaide- und Biscoe-Inseln vor der Loubet-Küste des Grahamlands auf der Antarktischen Halbinsel. Sie ragt in den nordzentralen Teil der Hanusse-Bucht.
Chilenische Wissenschaftler benannten es nach dem chilenischen Biologen Luis Eduardo Aburto Contreras von der Universidad de Concepción, Teilnehmer der 25. Chilenischen Antarktisexpedition (1970–1971).